# 全国高等学校サッカー選手権大会山梨県大会
全国高等学校サッカー選手権大会山梨県大会（ぜんこくこうとうがっこうサッカーせんしゅけんたいかい やまなしけんたいかい）は、全国高等学校サッカー選手権大会の山梨県予選大会である。

## 概要
- 主催：（一般社団法人）山梨県サッカー協会、山梨県高等学校体育連盟、山梨放送[1]
- 後援：山梨県教育委員会、（公益社団法人）山梨県スポーツ協会、山梨日日新聞[1]

### 大会方式
以下、第99回大会時点について記述する。
全国高等学校総合体育大会山梨県予選にてベスト4に進出した4校をシードに4つのブロックに分ける。シード校は3回戦からとなるため、1回戦が4試合実施され、残りは2回戦からとなる。3回戦までは山梨県内にある天然芝または人工芝の各グラウンドが使用され、高校に付帯されているサッカーグラウンドが使用されることがある。準々決勝は韮崎中央公園の陸上競技場または芝生広場で各2試合が実施され、準決勝・決勝は山梨県小瀬スポーツ公園陸上競技場で行われる。

### 本大会出場校選考について
第1回から第8回までの日本フットボール優勝大会時代は関西地区の学校のみのため山梨県の学校は参加せず、第9回の全国中等学校蹴球選手権大会より全国規模に拡大を受けて関東中学校蹴球大会に初参加。第18回から第22回までは神奈川県と静岡県の3県で山神静大会として参加している（第23回、第24回は太平洋戦争の影響により中止）。
戦後、第25回は関西地区の学校のみで実施されたため参加しなかったが第26回では中部地域大会に参加したことで復帰し、第31回では山梨県単独による山梨県大会で代表を決め、第32回では静岡県と長野県による甲信静大会、第33回より神奈川県と西関東大会で代表を決めていた。第40回より再び単独による山梨県大会で代表を決めていたが、第45回に現在の大会名に改名された際に本大会の参加数が減少し、選考が高校総体や国民体育大会の成績などを基に選考会により出場校を決定していた。第50回より再び地区予選方式となり神奈川県との西関東大会が復活。第52回には神奈川県が単独となったため長野県との甲信大会が行われていた。
再び山梨県大会による県単独の出場になったのは1975年の第54回からで、この時は本大会に出場できたのは29代表校のみで他府県では地域大会が続いており、県人口が200万人未満で単独代表を輩出していたのは山梨県のみであった（1都道府県1代表制になったのは1983年の第62回大会から）。

## 過去の代表校
| 年度                   | 回          | 代表校       | 出場回数(当時) | 地方大会決勝                       | 全国大会成績 |
| ---------------------- | ----------- | ------------ | -------------- | ---------------------------------- | ------------ |
| 関東中学校蹴球大会     |             |              |                |                                    |              |
| 1935年                 | 第17回大会  | 韮崎中       | 初出場         | 3-0 埼玉師範（埼玉）               | ベスト8      |
| 山神静大会             |             |              |                |                                    |              |
| 1936年                 | 第18回大会  | 韮崎中       | 2年連続2回目   | 4-1 鎌倉師範（神奈川）             | 準優勝       |
| 1938年                 | 第20回大会  | 韮崎中       | 2年ぶり3回目   | 4-0 甲府中                         | 1回戦        |
| 中部地域大会           |             |              |                |                                    |              |
| 1947年                 | 第26回大会  | 甲府中       | 初出場         | 1-0 浜松一中（静岡）               | ベスト4      |
| 1948年                 | 第27回大会  | 韮崎一       | 11年ぶり4回目  | 4-0 静岡工（静岡）                 | ベスト8      |
| 1949年                 | 第28回大会  | 日川         | 初出場         | 0(PK - )0 浜松工（静岡）           | ベスト8      |
| 1951年                 | 第30回大会  | 韮崎         | 3年ぶり5回目   | 4-1 静岡工（静岡）                 | 1回戦        |
| 山梨県大会             |             |              |                |                                    |              |
| 1952年                 | 第31回大会  | 韮崎         | 2年連続6回目   | 7-0 甲府商                         | 準優勝       |
| 甲信静大会             |             |              |                |                                    |              |
| 1953年                 | 第32回大会  | 韮崎         | 3年連続7回目   | 5-0 静岡（静岡） 12-0 深志（長野） | ベスト4      |
| 西関東大会             |             |              |                |                                    |              |
| 1954年                 | 第33回大会  | 日川         | 6年ぶり2回目   | 2-0 慶応（神奈川）                 | 1回戦        |
| 1955年                 | 第34回大会  | 韮崎         | 2年ぶり8回目   | 4-0 関東学院（神奈川）             | ベスト4      |
| 1957年                 | 第36回大会  | 韮崎         | 2年ぶり9回目   | 5-1 栄光学園（神奈川）             | ベスト8      |
| 1959年                 | 第38回大会  | 日川         | 6年ぶり3回目   | 4-0 鎌倉学園（神奈川）             | 2回戦        |
| 山梨県大会             |             |              |                |                                    |              |
| 1961年                 | 第40回大会  | 甲府工       | 初出場         | 4-1 甲府商                         | 2回戦        |
| 1962年                 | 第41回大会  | 韮崎         | 4年ぶり10回目  | 5-1 甲府工                         | ベスト8      |
| 1963年                 | 第42回大会  | 甲府工       | 3年ぶり2回目   | 5-0 甲府商                         | 2回戦        |
| 1964年                 | 第43回大会  | 甲府工       | 2年連続3回目   | 1-0 石和                           | ベスト8      |
| 1965年                 | 第44回大会  | 甲府商       | 初出場         | 1-0 機山工                         | 1回戦        |
| 秋季国体などによる選考 |             |              |                |                                    |              |
| 1966年                 | 第45回大会  | 甲府工       | 2年ぶり4回目   | （国体結果）                       | ベスト8      |
| 1967年                 | 第46回大会  | 韮崎         | 6年ぶり11回目  | （国体結果）                       | ベスト4      |
| 1968年                 | 第47回大会  | 韮崎         | 2年連続12回目  | （国体結果）                       | ベスト8      |
| 1969年                 | 第48回大会  | 韮崎         | 3年連続13回目  | （国体結果）                       | ベスト4      |
| 西関東大会             |             |              |                |                                    |              |
| 1971年                 | 第50回大会  | 韮崎         | 2年ぶり14回目  | 2-0 相模台工（神奈川）             | ベスト8      |
| 甲信大会               |             |              |                |                                    |              |
| 1973年                 | 第52回大会  | 韮崎         | 2年ぶり15回目  | 2-0 松本県ヶ丘（長野）             | 2回戦        |
| 山梨県大会             |             |              |                |                                    |              |
| 1975年                 | 第54回大会  | 韮崎         | 2年ぶり16回目  | 2-0 北富士工                       | ベスト8      |
| 1976年                 | 第55回大会  | 韮崎         | 2年連続17回目  | 2-0 北富士工                       | 2回戦        |
| 1977年                 | 第56回大会  | 韮崎         | 3年連続18回目  | 4-1 日川                           | 2回戦        |
| 1978年                 | 第57回大会  | 韮崎         | 4年連続19回目  | 4-0 日川                           | 2回戦        |
| 1979年                 | 第58回大会  | 韮崎         | 5年連続20回目  | 5-0 甲府工                         | 準優勝       |
| 1980年                 | 第59回大会  | 韮崎         | 6年連続21回目  | 5-0 東海大甲府                     | ベスト4      |
| 1981年                 | 第60回大会  | 韮崎         | 7年連続22回目  | 5-0 日川                           | 準優勝       |
| 1982年                 | 第61回大会  | 韮崎         | 8年連続23回目  | 3-1 日大明誠                       | 準優勝       |
| 1983年                 | 第62回大会  | 韮崎         | 9年連続24回目  | 2-0 日大明誠                       | ベスト4      |
| 1984年                 | 第63回大会  | 東海大甲府   | 初出場         | 2-0 日川                           | 3回戦        |
| 1985年                 | 第64回大会  | 東海大甲府   | 2年連続2回目   | 2-0 韮崎                           | 3回戦        |
| 1986年                 | 第65回大会  | 機山工       | 初出場         | 1-0 韮崎                           | 2回戦        |
| 1987年                 | 第66回大会  | 機山工       | 2年連続2回目   | 2-0 東海大甲府                     | 1回戦        |
| 1988年                 | 第67回大会  | 機山工       | 3年連続3回目   | 2-1 韮崎                           | 3回戦        |
| 1989年                 | 第68回大会  | 韮崎         | 7年ぶり25回目  | 3-2 東海大甲府                     | 2回戦        |
| 1990年                 | 第69回大会  | 帝京三       | 初出場         | 1(PK - )1 韮崎                     | 3回戦        |
| 1991年                 | 第70回大会  | 韮崎         | 2年ぶり26回目  | 1-0 帝京三                         | 1回戦        |
| 1992年                 | 第71回大会  | 韮崎工       | 初出場         | 2-0 機山工                         | 3回戦        |
| 1993年                 | 第72回大会  | 韮崎         | 2年ぶり27回目  | 3-2 帝京三                         | 2回戦        |
| 1994年                 | 第73回大会  | 帝京三       | 5年ぶり2回目   | 2(PK - )2 韮崎                     | 3回戦        |
| 1995年                 | 第74回大会  | 帝京三       | 2年連続3回目   | 1-0 韮崎工                         | 3回戦        |
| 1996年                 | 第75回大会  | 韮崎         | 3年ぶり28回目  | 0(PK - )0 帝京三                   | 2回戦        |
| 1997年                 | 第76回大会  | 帝京三       | 2年ぶり4回目   | 1-0 日大明誠                       | 2回戦        |
| 1998年                 | 第77回大会  | 韮崎         | 2年ぶり29回目  | 1-0 帝京三                         | 1回戦        |
| 1999年                 | 第78回大会  | 韮崎         | 2年連続30回目  | 1-0 帝京三                         | 1回戦        |
| 2000年                 | 第79回大会  | 帝京三       | 3年ぶり5回目   | 1-0 韮崎                           | 2回戦        |
| 2001年                 | 第80回大会  | 帝京三       | 2年連続6回目   | 1-0 韮崎                           | 2回戦        |
| 2002年                 | 第81回大会  | 韮崎         | 3年ぶり31回目  | 1-0 甲府工業                       | 2回戦        |
| 2003年                 | 第82回大会  | 帝京三       | 2年ぶり7回目   | 1-0 韮崎                           | 1回戦        |
| 2004年                 | 第83回大会  | 韮崎         | 2年ぶり32回目  | 2-1 帝京三                         | 2回戦        |
| 2005年                 | 第84回大会  | 甲府東       | 初出場         | 2-1 甲府工                         | 1回戦        |
| 2006年                 | 第85回大会  | 帝京三       | 3年ぶり8回目   | 3-0 帝京三                         | 2回戦        |
| 2007年                 | 第86回大会  | 韮崎         | 3年ぶり33回目  | 2-0 山梨学院大附                   | 1回戦        |
| 2008年                 | 第87回大会  | 韮崎         | 2年連続34回目  | 1-0 帝京三                         | 1回戦        |
| 2009年                 | 第88回大会  | 山梨学院大附 | 初出場         | 3-1 日本航空                       | 優勝         |
| 2010年                 | 第89回大会  | 山梨学院大附 | 2年連続2回目   | 5-1 日本航空                       | ベスト8      |
| 2011年                 | 第90回大会  | 山梨学院大附 | 3年連続3回目   | 2-1 帝京三                         | 2回戦        |
| 2012年                 | 第91回大会  | 日本航空     | 初出場         | 2-1 山梨学院大附                   | 1回戦        |
| 2013年                 | 第92回大会  | 帝京三       | 8年ぶり9回目   | 2-1 日本航空                       | 2回戦        |
| 2014年                 | 第93回大会  | 山梨学院大附 | 3年ぶり4回目   | 1-0 帝京三                         | 3回戦        |
| 2015年                 | 第94回大会  | 帝京三       | 2年ぶり10回目  | 4-3 山梨学院大附                   | 3回戦        |
| 2016年                 | 第95回大会  | 山梨学院     | 2年ぶり5回目   | 1-0 韮崎                           | 3回戦        |
| 2017年                 | 第96回大会  | 山梨学院     | 2年連続6回目   | 4-1 帝京三                         | 1回戦        |
| 2018年                 | 第97回大会  | 日本航空     | 6年ぶり2回目   | 2-0 帝京三                         | ベスト8      |
| 2019年                 | 第98回大会  | 日大明誠     | 初出場         | 1-0 日本航空                       | 1回戦        |
| 2020年                 | 第99回大会  | 山梨学院     | 3年ぶり7回目   | 2-1 日本航空                       | 優勝         |
| 2021年                 | 第100回大会 | 山梨学院     | 2年連続8回目   | 1-1(PK 5-3 ) 韮崎                  | 2回戦        |
| 2022年                 | 第101回大会 | 山梨学院     | 3年連続9回目   | 2-1aet 帝京三                      | 1回戦        |
| 2023年                 | 第102回大会 | 帝京三       | 8年ぶり11回目  | 3-2aet 日本航空                    | 1回戦        |